# Districtul Kham Thale So
Kham Thale So (în thailandeză ขามทะเลสอ) este un district (Amphoe) din provincia Nakhon Ratchasima, Thailanda, cu o populație de 28.306 locuitori și o suprafață de 203,6 km².

## Componență
Districtul este subdivizat în 5 subdistricte (tambon). 
| 1. | Kham Thale So | ขามทะเลสอ |  |
| 2. | Pong Daeng    | โป่งแดง    |  |
| 3. | Phan Dung     | พันดุง      |  |
| 4. | Nong Suang    | หนองสรวง  |  |
| 5. | Bueng O       | บึงอ้อ      |  |